# Plectrocnemia spinosa
Plectrocnemia spinosa is een fossiele soort schietmot uit de familie Polycentropodidae.